# Al Jolson

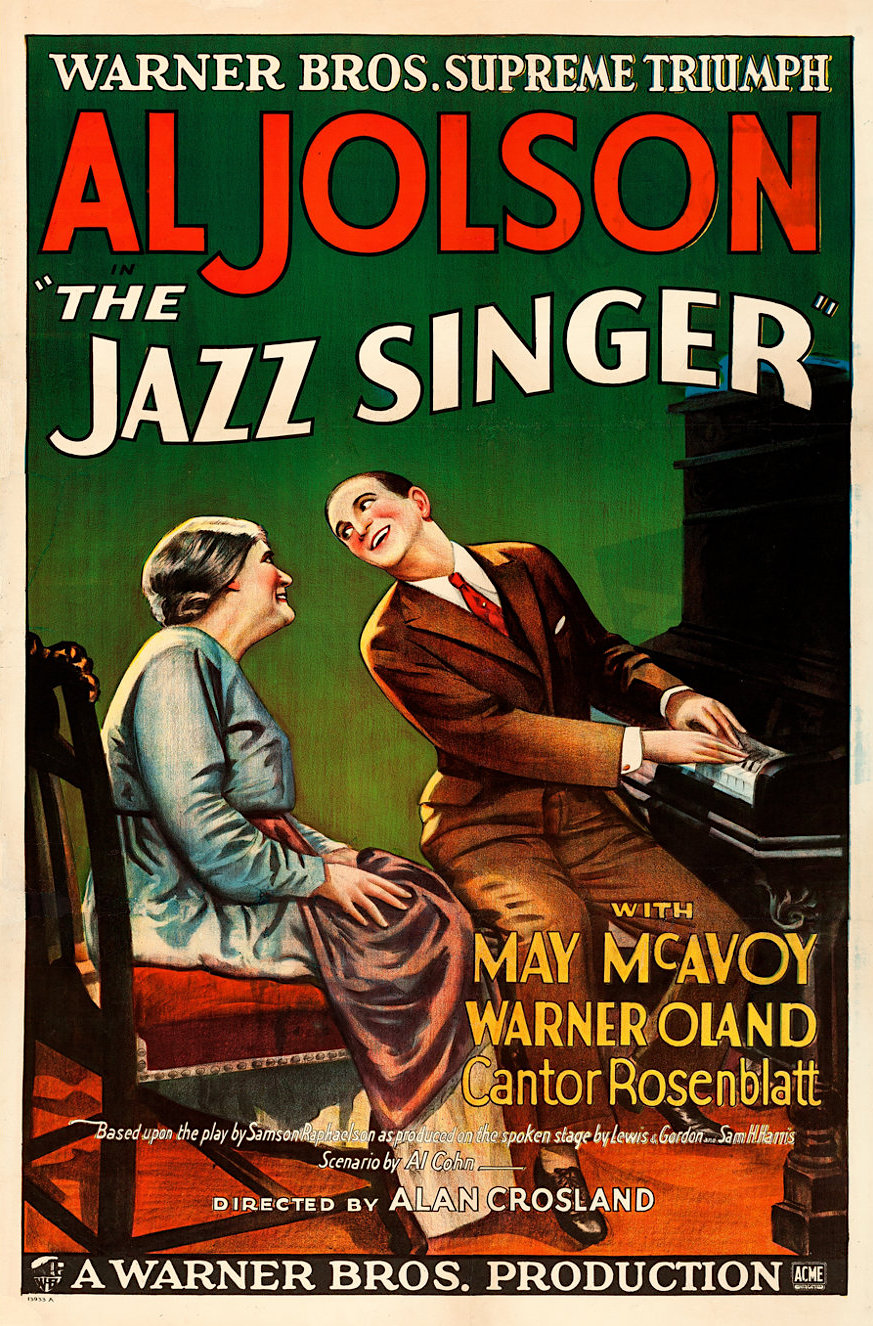
1927

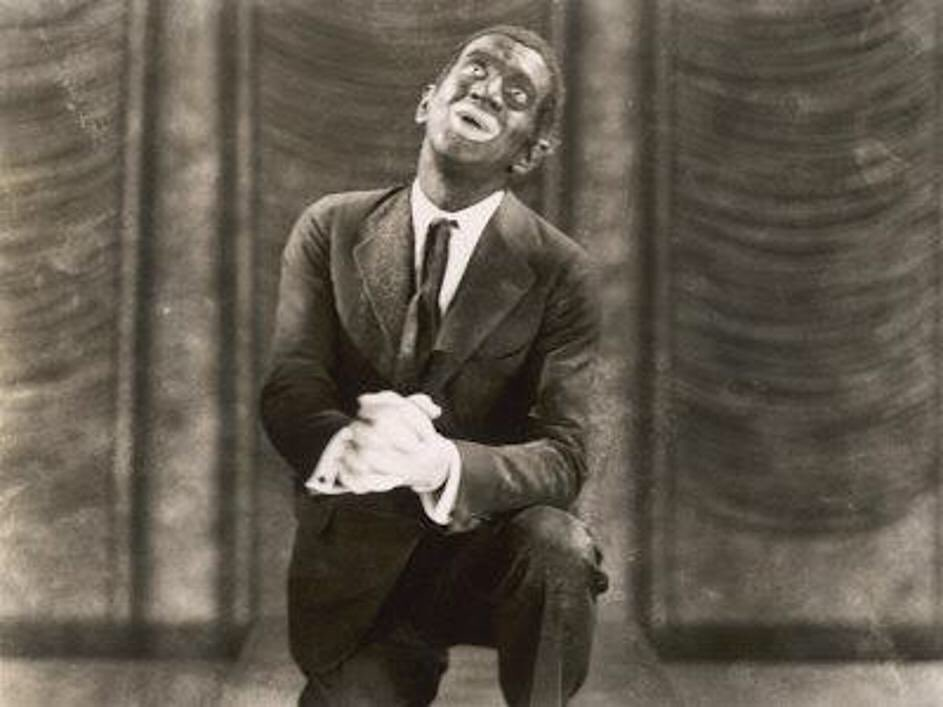
Az éneklő bolond

Al Jolson, Asa Yoelson, (Seredžius, Kovno Kormányzóság, Orosz Birodalom (Litvánia) 1886. május 26. – San Francisco, 1950. október 23.) amerikai énekes; a popzene első sztárjainak egyike volt. A litvániai Seredziusban született egy orosz zsidó fiaként. Közismertté vált művésznevén Al Jolson, népszerű énekes, szupersztár volt a Broadway-n, rádiókban és a filmekben. A világ legnagyobb szórakoztatójának tartották.
A világ első komplett hangosfilmjeinek, A dzsesszénekesnek (The Jazz Singer, 1927), és Az éneklő bolondnak (The Singing Fool, 1928) a főszereplőjeként a filmtörténetbe is örökre beírta a nevét. Közismertté vált művésznevén Al Jolson népszerű énekes, szupersztár volt a Broadway-on, rádiókban és a filmekben.

## Pályakép
Al Jolson 1920 januárjában Jolson felvette a 20 éves George Gershwin Swanee című dalát, ami azonnal hatalmas siker lett. A zeneszerzőnek és énekesnek nagy névismertséget szerzett mind Amerikában, mind Európában. Ez a dal az Alltime Popclassics Chart legrégebbi száma.
Leginkább az 1927-es The Jazz Singer című filmben való szerepléséről lett maradandóan ismert, mert ez volt az első hangos film, amely nagy kereskedelmi sikert aratott.
A Broadway-i karrierje páratlan hosszúságú, közel 30 éves volt (1911-től 1940-ig) és népszerűsége is páratlan volt.
Jolie, ahogy a barátai nevezték, volt az első előadóművész, aki egymillió lemezt adott el. Miután elhagyta a Broadwayt, Jolson a rádiós szerepléseket vállalt. Ezek mind a top 10-be kerültek. Al Jolson sikeresen tért  vissza az üzleti élet történetébe, amikor a Columbia Pictures 1946-ban életrajzi filmet készített róla The Jolson Story címmel. Ebben a filmben Larry Parks játszotta Jolson szerepét. A film óriási sikert aratott − ez volt a legnagyobb bevételt hozó film az Elfújta a szél óta. Egy teljesen új generáció jutott el arra, hogy elragadja Jolson hangja és karizmája. 1948-ban Jolsont a legnépszerűbb férfi énekesnek választották egy szavazáson.
1950. október 23-án halt meg San Franciscoban. A kaliforniai Culver Cityben található temetőben nyugszik. Halála napján a Broadway lámpáit 10 percre lekapcsolták a tiszteletére.

## Lemezek
- 1913: You Made Me Love You
- 1918: Rock-A-Bye Your Baby with a Dixie Melody
- 1920: Swanee
- 1920: Avalon
- 1921: April Showers
- 1922: Toot, Toot, Tootsie
- 1924: California, Here I Come
- 1925: I’m Sitting on Top of the World
- 1926: When the Red Red Robin Comes Bob Bob Bobbin’ Along
- 1928: Back in Your Own Backyard
- 1928: My Mammy
- 1928: There’s a Rainbow ’Round My Shoulder
- 1928: Sonny Boy
- 1929: Liza (All the Clouds’ll Roll Away)
- 1930: Let Me Sing and I’m Happy
- 1932: The Cantor (A Chazend’l Ofn Shabbos)
- 1946: The Jolson Story (4 lemez)
- 1946: Ma Blushin’ Rosie
- 1946: Anniversary Song
- 1947: Alexander’s Ragtime Band
- 1947: Carolina in the Morning
- 1947: About a Quarter to Nine
- 1947: Waiting for the Robert E. Lee
- 1947: Golden Gate
- 1947: When You Were Sweet Sixteen
- 1947: If I Only Had a Match
- 1949: Al Jolson Sings Again
- 1949: After You’ve Gone
- 1949: Souvenir Album Vol. 2
- 1949: Souvenir Album Vol. 4
- 1949: In Songs He Made Famous
- 1949: Is It True What They Say About Dixie?
- 1950: Are You Lonesome Tonight?
- 1953: Stephen Foster Songs
- 1956: Curtain Call
- 1957: The Jolson Story (Memories)
- 1958: Al Jolson Overseas
- 1958: The Immortal Al Jolson
- 1959: The World’s Greatest Entertainer
- 1968: You Made Me Love You
- 1973: The Early Years
- 1974: Al Jolson the Vitaphone Years
- 1974: When Radio Was King! (The Famous Al Jolson Show 1938)
- 1975: Sitting on Top of the World
- 1975: Broadway Al
- 1975: On the Air Volume 2
- 1977: Swanee in Studio and Live in New York 1936
- 1977: The Jazz Singer
- 1978: Sang ’Em
- 1978: On the Air Volume 3
- 1981: 20 Golden Greats
- 1983: Al Jolson Collection
- 1983: 20 Greatest Hits
- 1987: Al Jolson in the Singing Fool
- My Old Kentucky Home

## Filmek
| Év   | Cím                       | Szerep           | Notes      |
| ---- | ------------------------- | ---------------- | ---------- |
| 1926 | A Plantation Act          | Önmaga           |            |
| 1927 | The Jazz Singer           | Jakie Rabinowitz |            |
| 1928 | The Singing Fool          | Al Stone         |            |
| 1929 | Sonny Boy                 | Önmaga           | Cameo      |
| 1929 | Say It with Songs         | Joe Lane         |            |
| 1929 | New York Nights           | Önmaga           | Cameo      |
| 1930 | Mammy                     | Al Fuller        |            |
| 1930 | Showgirl in Hollywood     | Önmaga           | Cameo      |
| 1930 | Big Boy                   | Gus              |            |
| 1933 | Hallelujah, I'm a Bum     | Bumper           |            |
| 1934 | Wonder Bar                | Al Wonder        |            |
| 1935 | Go into Your Dance        | Al Howard        |            |
| 1936 | The Singing Kid           | Al Jackson       |            |
| 1939 | Rose of Washington Square | Ted Cotter       |            |
| 1939 | Hollywood Cavalcade       | Önmaga           |            |
| 1939 | Swanee River              | Edwin P. Christy |            |
| 1945 | Rhapsody in Blue (film)   | Önmaga           |            |
| 1946 | The Jolson Story          | Önmaga           |            |
| 1949 | Jolson Sings Again        | Önmaga           |            |
| 1949 | Oh, You Beautiful Doll    | Önmaga           | Final film |

## Fordítás
Ez a szócikk részben vagy egészben  az   Al Jolson című holland Wikipédia-szócikk ezen változatának fordításán alapul.  Az eredeti cikk szerkesztőit annak laptörténete sorolja fel. Ez a jelzés csupán a megfogalmazás eredetét és a szerzői jogokat jelzi, nem szolgál a cikkben szereplő információk forrásmegjelöléseként.